# ساو باولو (ولاية)
ساو باولو (بالبرتغالية: São Paulo‏) هي إحدى من ولايات البرازيل وسميت على القديس بولس الطرسوسي. وهي أغنى ولاية برازيلية وتعتبر مجمعا صناعيا كبيرا، وغالبا ما يطلق عليها اسم "قاطرة البرازيل"،  الولاية وحدها هي مسؤولة عن ثلث الناتج المحلي الإجمالي البرازيلي. ساو باولو أيضا لديها ثاني أعلى مؤشر تنمية بشرية (HDI) وناتج محلي إجمالي للفرد الواحد، ورابع أدنى معدل وفيات الرضع وثالث أدنى درجة أمية بين وحدات البرازيل الاتحادية. ساو باولو وحدها أكثر ثراء من الأرجنتين وأوروغواي وباراغواي وبوليفيا مجتمعة. وإذا كانت ساو باولو دولة مستقلة، فستكون في بين العشرين الأوائل في دول العالم من حيث الناتج المحلي الإجمالي (تقديرات 2010).
يقطن الولاية أكثر من 45 ملايين نسمة حسب تعداد عام 2014، لتكون أكبر ولاية برازيلية من حيث عدد السكان، وهي أكبر تقسيم وطني من حيث عدد السكان في الأمريكتين،  وثالث أكبر وحدة سياسية من حيث عدد السكان في أمريكا الجنوبية، ولا تتجاوزها إلا بقية الاتحاد البرازيلي وكولومبيا. سكان الولاية من أكثر الشعوب تنوعا في البلاد، وينحدر معظمهم من الإيطاليين الذين بدؤوا الهجرة إلى البلاد في أواخر القرن التاسع عشر،  ومن البرتغاليين الذين استعمروا البرازيل وأسسوا أول مستوطنة أوروبية في المنطقة؛ والشعوب الأصلية وعدد كبير من المجموعات العرقية المختلفة؛ وكذلك السود الذين جلبوا من أفريقيا كعبيد في الحقبة الاستعمارية والمهاجرين من مناطق أخرى من البلاد. وبالإضافة إلى ذلك، يتواجد العرب والألمان والإسبان واليابانيون والصينيون في التكوين العرقي للسكان المحليين أيضا.
المنطقة التي تتوافق اليوم مع أرض الولاية كانت مسكونة من الشعوب الأصلية من حوالي 12,000 سنة قبل الميلاد. زار الملاحون البرتغاليون والإسبان سواحل المنطقة في أوائل القرن السادس عشر. وفي عام 1532 أسس مارتيم أفونسو دي سوزا أول مستوطنة برتغالية دائمة في الأمريكتين - قرية ساو فيسنتي في بايكسادا سانتيستا. في القرن السابع عشر، كثف المستوطنون bandeirantes استكشاف المناطق الداخلية من المستعمرة، فتوسع المجال الإقليمي للإمبراطورية البرتغالية في أمريكا الجنوبية. في القرن الثامن عشر، بعد قيام مقاطعة ساو باولو، زادت أهمية المنطقة سياسيا. بعد الاستقلال، نمت ساو باولو لتصبح منطقة إنتاج زراعي رئيسية (البن أساسا) في إمبراطورية البرازيل، التي أنتجت طبقة أوليغاركية ريفية إقليمية غنية، التي تحكمت في قيادة حكومة برازيلية مع نخبة ميناس جيرايس خلال فترة الجمهورية الأولى. وكانت الولاية في فترة فارغاس إحدى رواد عملية التصنيع وأصبحت مدنها من أكبر المناطق الحضرية في الاتحاد.
تحتل مدينة ساو باولو، عاصمة الولاية، المرتبة الثانية عشرة بين أكبر مدن العالم، بواقع 20 مليون نسمة،  والمنطقة الحضرية هي تاسع أكبر منطقة عمرانية في العالم والثانية في الأمريكتين، بعد مدينة المكسيك الكبرى. المناطق المجاورة لمدينة ساو باولو هي أيضا مناطق حضرية، مثل كامبيناس، سانتوس، سوروكابا، ساو جوزيه دوس كامبوس. ويبلغ مجموع سكان هذه المناطق إلى جانب العاصمة ما يسمى مجمع العمران الموسع، يتجاوز 30 مليون نسمة، أي ما يقرب من 75 في المائة من سكان الولاية، وهي أول مدينة عملاقة في نصف الكرة الجنوبي، وتضم 65 بلدية تأوي في مجملها 12 في المائة من سكان البرازيل.

## تاريخ
يعتقد بان سـاو بـاولو اكتشفت في 22 يناير 1502 في رحلة كان هدفها رسم خريطة الساحل البرازيلي، عندما اكتشف أول جزيرة على الشاطئ الذي يسمى اليوم (شاطئ سانتوس وغواروجا) وأعطي الاسم ساو فيسينتي بمناسبة يوم (القديس فيسينتي) وبعد الاكتشاف بسنوات قليلة بادأت الاكتشافات في ساو باولو واعتبرت قديما مركز لتجمعات الموريسكيين (المسلمين من أصل أندلسي) الفارين من محاكم التفتيش الاندلسية ولكن سرعان ما لاحقهم الإسبان لما ظهر وجودهم هناك وأقاموا محكمة تدعى بهية وتم الحكم على عدد منهم بالحرق

### تاريخ القهوة
في 1817 تأسست أول مزرعة قهوة في (فالي باراييبا - ساوباولو) وكانت حركة زراعة القهوة ضعيفة إلى الاستقلال فبدأت حركة القهوة تمتد من محافظة إلى محافظة، وكانت المزارع في ساو باولو في ذلك ا لوقت تتبع الإقطاعية والتصدير عبر ريو دي جانيرو.
إلى أن لغي نظام الإقطاعية واستعمال العبيد كيد عاملة في مزارع القهوة في 1850 بعد أن كانت زراعة القهوة قد انتشرت في الولاية مما أدى إلى نقص حاد في اليد العاملة ففتحت الحكومة أبوابها المهاجرين من أروبا وبناء أول سكة حديد من الريف إلى ميناء سنتوس.

## أهم المحافظات في الولاية
- غواروليوس
- كامبينيس
- أوساسكو
- ساو بيرنادو دو كامبو
- سوروكابا
- جندياي
- ساو جوزية دو ريو بريتو
- سانتوس
- وريبيراؤ بريتو

## الاقتصاد
تعتبر أغنى ولاية مع ان الدخل القومي للفرد يقل عن ولايات أخرى اقل دخل من ساوبالو كـ: ريو دي جانيرو وبرازيليا ولدى الولاية اقتصاد متنوع كـ: تصنيع السكر واستخراج الاثانول منه، صناعة السيارات، صناعة الطيارات، زراعة البرتقال والقهوة وتقدم الولاية ببنية تحتية الأفضل في البرازيل الاستثمار.

## البنية التحتية
مطارات
- مطار مدينية كامبينيس الدولي:Aeroporto Internacional de Viracopos-Campinas (CPQ/SBKP) Campinas
- مطار مدينية ساو باولو الدولي:Aeroporto Internacional de São Paulo-Guarulhos (GRU/SBGR) Guarulhos / São Paulo
- مطار مدينية ساو باولو الدولي داخل المدينية:Aeroporto Internacional de Congonhas-São Paulo (CGH/SBSP) - São Paulo

سكة حديد 
- في الولاية يمتد خط سكة الحديد إلى 5000 كم² و 250 في داخل الولاية تتوزع على 6 خطوط و 83 محطة.
- ميترو

يعتبر من الأفضل والأحدث في العالم فيمتد خط المترو إلى 60.0 كم موزعا على 4 خطوط و54 محطة ويستعمل المترو مليونا شخص يوميا.

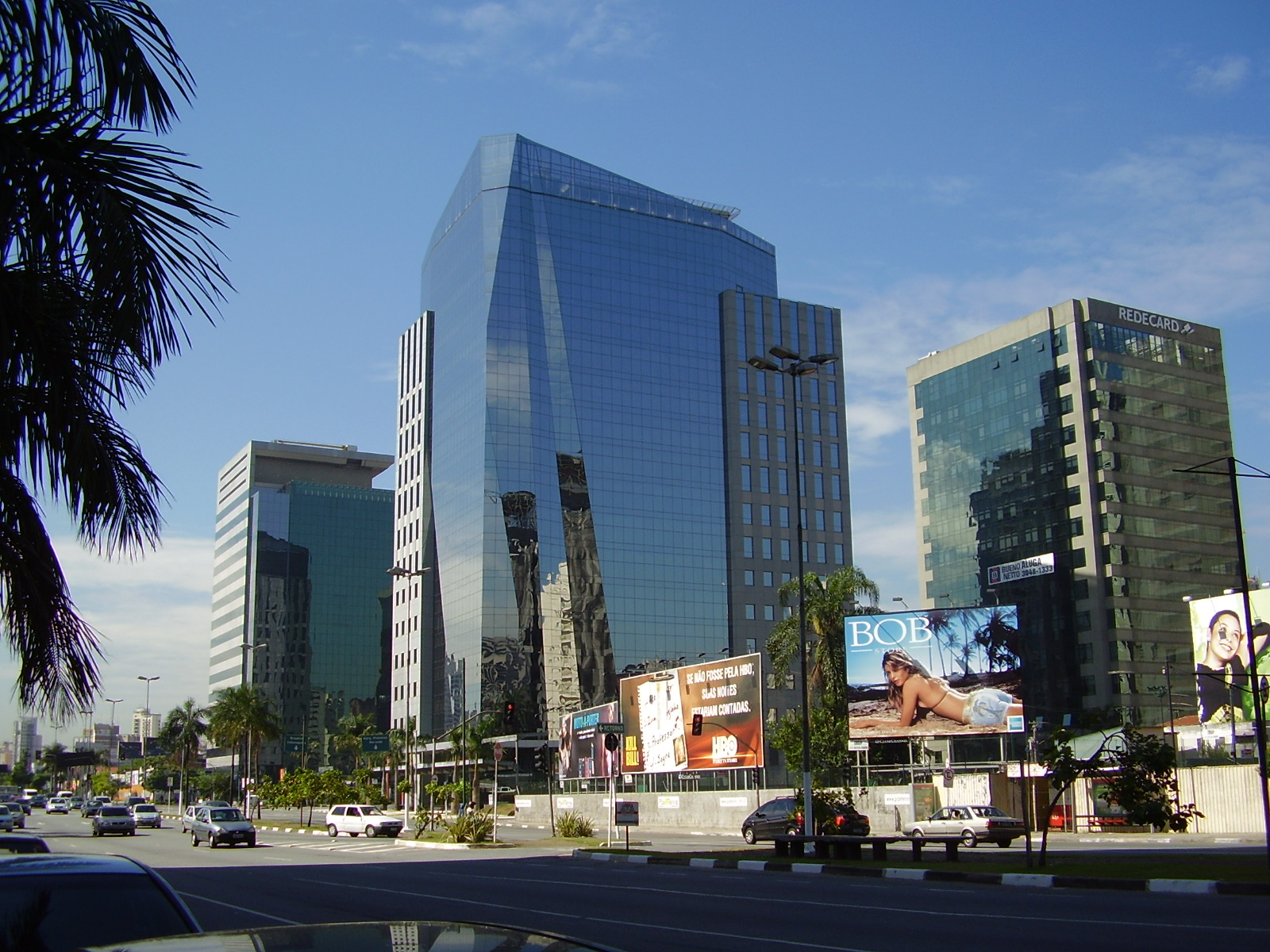
فيــلا أوليمبيا

## سكانها
الولاية تعتبر الأكثر تشكيلا في سكانها حيث يهاجر إليها العديد من البرازيلين من ولايات أخرى ومن سكانها العديد من العروق المختلفة وتعتبر أكبر ولاية من حيث عدد المنتخبين في البرازيل ويصل عدد المنتخبين الـ 28 مليون نسمة.
أجناس وعروق: من أصل أبيض 70% ومن أصل أسود 5% بني (فاتح) 24% وأصفر 1%.
السبب الرئيس في تخلط الجنسيات يعود إلى هجرة الأوروبين للبحث عن فرص جديدة وسوء الأحوال الاقتصادية في أوروبا في بداية القرن ومن ثم الحرب العالمية الأولى والثانية ويعتبر الرقم الأكبر من إيطاليا، البرتغال، إسبانيا وألمانيا. وهاجر إليها العديد من اللبنانين، السوريين، الفلسطينيين والأتراك) من الشرق الأقصى اليابانيين، الكوريين والصينيين.

## المناخ
يميل الجزء الشمالي من الولايـة إلى المناخ الاستوائي وفي وسط وجنوب الولاية يعتبر شبه استوائي وأقل درجة حرار سجلت في جنوب الولاية كانت -10 تحت الصفر.

## أهم النـوادي الرياضية في الولاية
- نادي ساو باولو
- بالميراس
- كورينثيانز
- باوليستا
- نادي سانتوس